# 駒尺喜美
駒尺 喜美（こましゃく きみ、1925年3月18日 - 2007年5月22日）は、日本の近代文学研究者、女性学者、ライフアーチスト。元法政大学教授。
大阪市出身。大阪松竹歌劇団（OSK）の男役トップスターを追っかける少女時代を経て、戦後は京都人文学園で学んだ。その後小西綾と出会い、彼女を慕って上京し法政大学に入学、大学院修了。1990年まで法政大学第一教養部教授。専門は近代日本文学。
夏目漱石作品や源氏物語などをフェミニズムの視点で批判的に読み直し、女性学に影響を与えた。特に1978年に発表した『魔女の論理』は当時の女性たちに衝撃を与え、女性解放を考える上でのバイブルとも言われた。しかし、日本の文芸批評にフェミニズムを導入した功績が正しく評価されているとは言えない。
また、1977年からは小西とともに、女性のための空間として東京神楽坂の自宅の1室を開放。この部屋は「56番館」と呼ばれ、さまざまな女性たちが集った。小西との生活は「友だち家族」として注目された。1980年には日本女性学会創設にも力を注ぎ、第一回総会において同学会の代表幹事に就任した。
法政大学を退職した後はライフアーチストを名乗り、中高年向き共同住宅（シニアハウス）と女の家（ウーマンズハウス）を合わせた新しい暮らし方・住み方を追求した。2002年、高齢者が自分らしさを大切にしながら自然の中で暮らす「友だち村」（伊豆市）を建設し、自身も晩年を過ごした。

## 来歴
1925年3月18日、大阪市船場に生まれる。1932年、小学校に入学するが、大阪府選抜虚弱児童に認定される。1937年、女学校受験に失敗し、1ヶ月遅れて第二大谷高等女学校に入学。級長になる。1940年、大阪松竹少女歌劇団（後の大阪松竹歌劇団）の男役トップスター・秋月恵美子の「追っかけ」となる。1941年、大谷女子専門学校入学。太平洋戦争が始まるが、「追っかけ」に変わりはなかった。1945年の敗戦の際には敗戦を喜んだという。1947年、市民大学の京都人文学園に入学。1950年、京都人文学園を卒業。知人の紹介で小西綾に出会い、事務所を手伝う。1952年、前年上京していた小西綾のあとを追って上京し、小西と「大塚女子アパート」で同居を始める。1953年、法政大学文学部に編入。1955年、法政大学大学院人文科学研究科修士課程に進学するも、3年間休学。1963年、同大学助手になる。1966年、同大学非常勤講師になり、小西と文京区駒込へ転居。1970年、同大学専任講師になり、ウーマン・リブ集会に参加。1972年、同大学第一教養部助教授、1974年、同大学第一教養部教授。
1976年頃から雑誌等でフェミニズム関連の発言を強め、1977年、小西と新宿区神楽坂に「56番館」を開く。1980年、日本女性学会代表幹事に就任。1981年、小西を中心に「あっ、わかったの会」が始まり、同会に参加する。1989年、第15回参議院議員通常選挙の比例代表に「ちきゅうクラブ」公認で立候補、「女性の権利省」の設立を訴える。1990年、法政大学を退職し小西と大阪のシニアハウスに転居する。1991年、「わかったぷらんにんぐ」を設立して社長に就任し、「ウーマンズスクール」を開く（2001年閉鎖）。
2003年、シニアハウス「友だち村」（伊豆市）へ小西とともに転居する。村内に｢わかった会館」を設立し、「智恵子抄セミナー」を催す。同年11月、50年に及ぶ共同生活を送った小西が死去。2004年、「夏目漱石『行人』セミナー」を主催。2005年、性別を超越するものとして「少女歌劇と夏目漱石を論じるセミナー」を主催。
2007年5月22日、「友だち村」の自宅にて逝去。82歳。

## 単著
- 『芥川竜之介論』芥川竜之介研究会、1964
- 『芥川竜之介の世界』法政大学出版局、1967
- 『漱石 その自己本位と連帯と』八木書店、1970
- 『雑民の魂 五木寛之をどう読むか』講談社、1977
- 『魔女の論理－エロスへの渇望』エポナ出版、1978（のち学陽書房女性文庫）
- 『高村光太郎』講談社現代新書、1980（のち『高村光太郎のフェミニズム』として朝日文庫）
- 『結婚の向こう側－その愛にふみ切っていいか』主婦と生活社、1981
- 『魔女的文学論』三一書房、1982
- 『漱石という人－吾輩は吾輩である』思想の科学社、1987
- 『紫式部のメッセージ』朝日選書、1991
- 『吉屋信子－隠れフェミニスト』(シリーズ民間日本学者）リブロポート、1994
- 『＜魔女＞が読む源氏物語』家族社、2005

## 共著・編著
- 小西綾との共著『魔女の審判』エポナ出版、1979（のち不二出版）
- 編『妻たちの復讐－離婚から結婚を考える』すずさわ書店、1980
- 編『女を装う－美のくさり』勁草書房、1985
- 「あっ、わかったの会」との共編『女、あんたが主人公―小西綾　おおいに語る―』松香堂書店、1987
- 五木寛之との往復書簡『風のホーキにまたがって』読売新聞社、1991（のち『女の本音男の本音』として集英社文庫）
- 生活科学研究所との共編『老いの住宅大作戦』三省堂、1991
- 中村隆子との共著『お気楽フェミニストは大忙しー不老少女コマタカのぼやき通信』家族社、2003